# Gräberfeld von Gevensleben

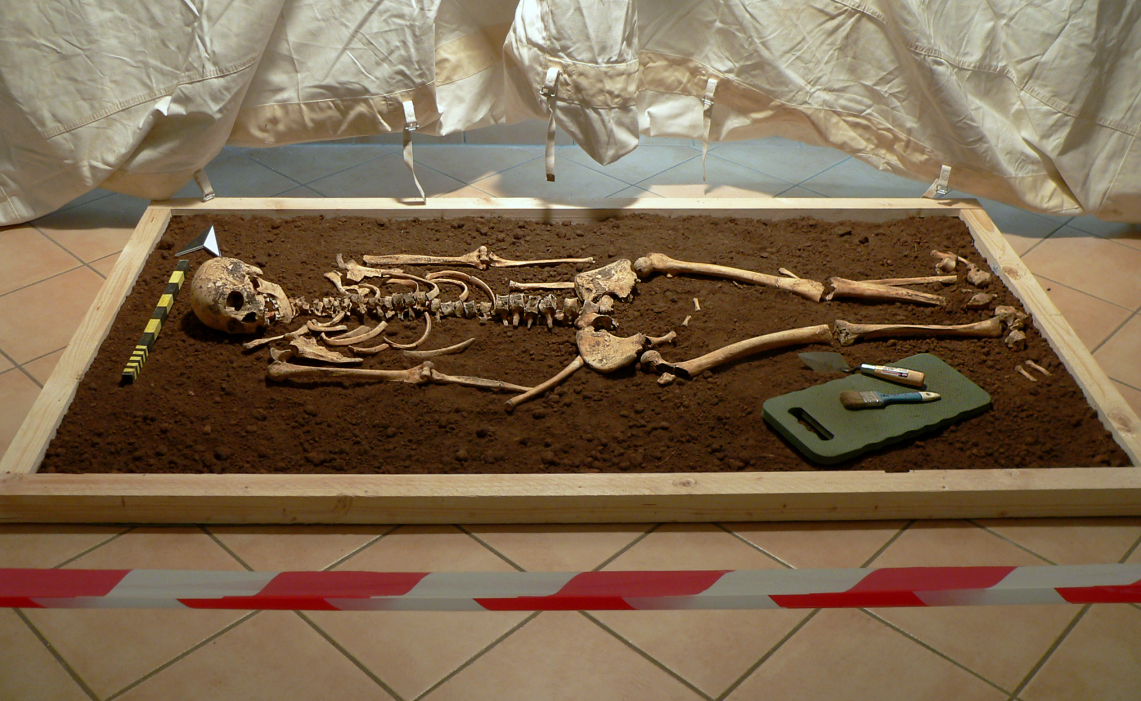
Eine Bestattung in der Ausstellung zum Gräberfeld von Gevensleben

Das Gräberfeld von Gevensleben ist ein frühchristlicher Friedhof in Gevensleben im Landkreis Helmstedt in Niedersachsen, der 2016 entdeckt und archäologisch untersucht wurde. Auf dem Reihengräberfeld wurden vom späten 7. bis 9. Jahrhundert Verstorbene beigesetzt, deren Gesamtzahl auf bis zu 200 geschätzt wird. Die Bestattungen ermöglichten den Forschern Einblicke in die Zeit der Übernahme des Christentums in dem bis dahin noch heidnisch geprägten Braunschweiger Land in Ostfalen.

## Beschreibung
Bereits 1874 wurde beim Ausheben einer Grube eine Bestattung des Gräberfeldes entdeckt. Dass es sich um eine größere Anlage handelt, wurde erst Anfang 2016 durch Knochenfunde bei der Gartenumgestaltung auf einem Grundstück bekannt. Die Erdbestattungen lagen 70 cm unter der Erdoberfläche. Unmittelbar nach dem Bekanntwerden nahm ein Projektteam von Archäologen und Studierenden der Universität Göttingen, der Kreisarchäologie Helmstedt und der Bezirksarchäologie Braunschweig des Niedersächsischen Landesamtes für Denkmalpflege mit Unterstützung durch ein Grabungsunternehmen unter Leitung des Archäologen Immo Heske eine zweiwöchige Notgrabung vor. Dabei wurden auf einer Fläche von etwa 400 m² über 50 Gräber freigelegt. Die ursprünglich in etwa einem Meter Tiefe angelegten Grabgruben hoben sich durch ihre dunkle Verfärbung vom anstehenden gelblichen Lössboden ab. In 54 Grabgruben fanden sich aufgrund einzelner Mehrfachbestattungen 63 Bestattete, die in gestreckter Rückenlage lagen. Die Knochen der Verstorbenen haben sich durch den kalkhaltigen Lössboden gut erhalten. Die Grabgruben waren in einer rechteckigen oder langovalen Form ausgehoben worden. Nur in wenigen Gräbern ließen Holzreste auf die Verwendung eines Sarges oder Totenbretts als Unterlage schließen. Die Gräber waren überwiegend in West-Ost-Richtung orientiert, wobei der Kopf jeweils nach Westen wies. Die Gräber ließen sich drei Belegungsphasen zuordnen. Das Gräberfeld wurde nicht komplett ausgegraben, so dass in nicht untersuchten Bereichen weitere Bestattungen zu erwarten sind. Insgesamt umfasste der Bestattungsplatz als Reihengräberfriedhof vermutlich bis zu 200 Gräber.

## Grabbeigaben

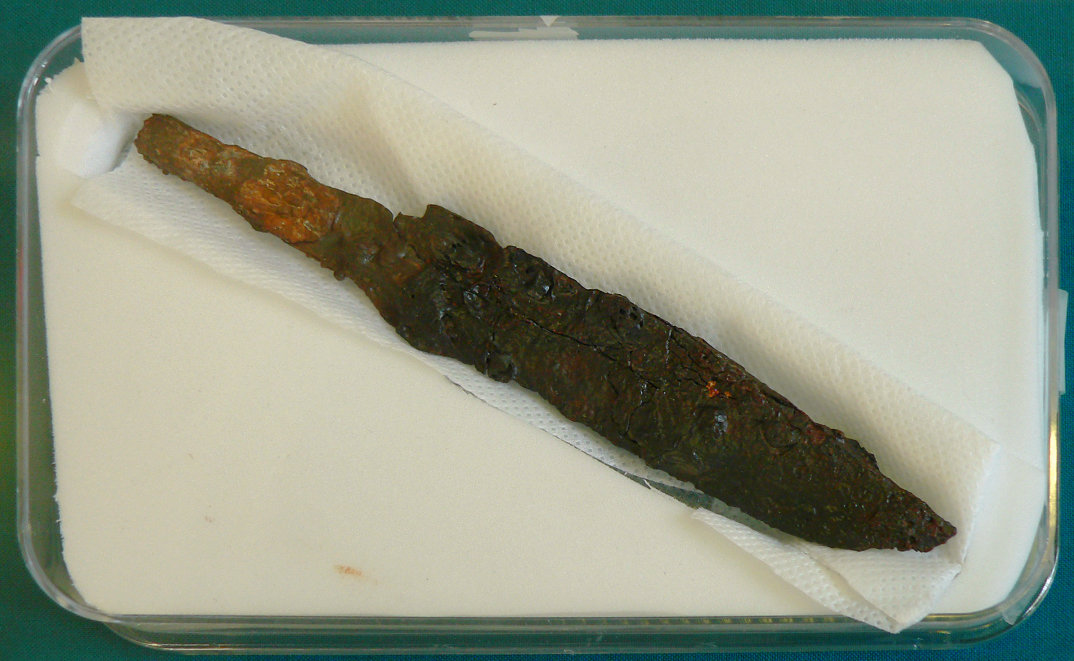
Messer in einer Bestattung

Nur in neun Gräbern fanden sich Grabbeigaben, bei denen es sich eher um Teile der Tracht- und Alltagsausstattung der Verstorbenen mit Messern und Gürtelschnallen handelte. Die relative Beigabenlosigkeit ist einerseits auf die beginnende Christianisierung im frühen Mittelalter mit beigabenlosen Bestattungen zurückzuführen. Andererseits gab es laut den archäologischen Untersuchungen in neun Fällen Grabraub durch sekundäre Graböffnungen während des Mittelalters. Bei den gefundenen Beigaben handelt es sich unter anderem um sieben Eisenmesser, eine Gürtelschnalle und zwei unbestimmte Gegenstände aus Eisen.

## Herausragende Gräber
Eine ungewöhnlich reiche Ausstattung fand sich im Grab einer 40- bis 50-jährigen Frau mit einem Messer, einer Perlenkette mit fast 20 bunten Glasperlen und einem silbernen Ohrring.
Eine besondere Beigabe lag im Grab eines etwa 40-jährigen Mannes. Dies war ein Stabdorn aus Eisen, der ursprünglich an der Spitze eines hölzernen Stabs angebracht war. Die Funktion derartiger Stäbe ist bisher nicht bekannt. Es könnte sich um einen Schulzenstab als Abzeichen eines Würdenträgers oder einen Wanderstab gehandelt haben.

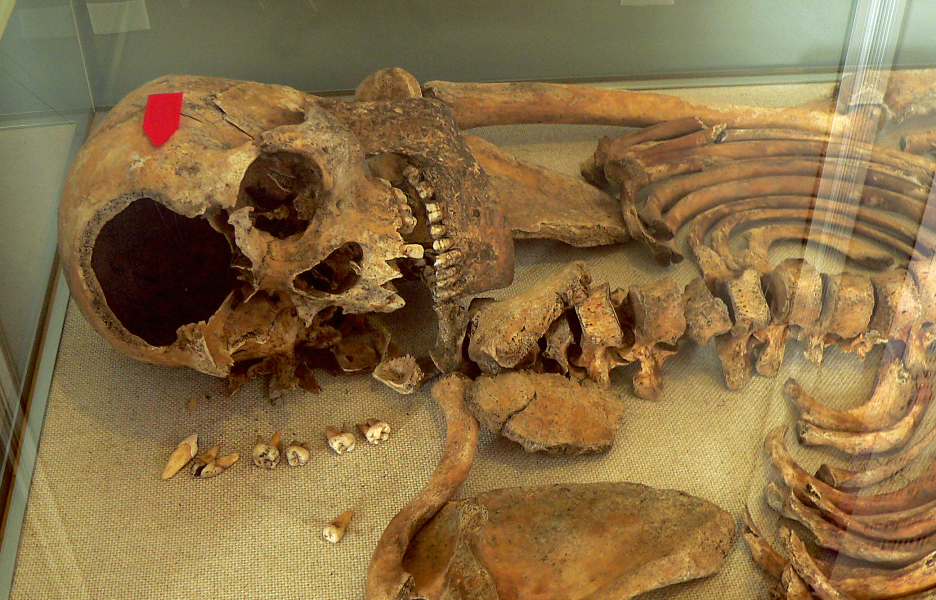
Skelett eines 20- bis 25-jährigen Mannes mit einer großen Öffnung im Schädel

Am Skelett eines etwa 20 bis 25 Jahre alten Mannes fiel eine große Öffnung im Schädel infolge einer Hiebverletzung auf, die laut dem Archäologen Immo Heske von einem Schwert stammte. Anthropologische Untersuchungen ergaben, dass ihm durch einen Hieb der vordere Teil seines Stirnbeins abgetrennt worden war. Außerdem wies sein Skelett eine Verletzung durch einen Pfeil im Rippenbereich auf. Aufgrund des kräftigen Körperbaus und den Verschleißerscheinungen im unteren Körperbereich vermuten die Forscher, dass es sich um einen Reiterkrieger handelte, der mit einem Pfeil vom Pferd geschossen worden und dann einem Schwerthieb zum Opfer gefallen war.

## Anthropologie
Laut den nach der Ausgrabung vorgenommenen anthropologischen Untersuchungen handelt es sich bei den 63 Bestatteten um 21 Frauen, 17 Männer, eine unbestimmbare Person, vier Heranwachsende und 20 Kinder. Das jüngste bestattete Individuum war ein Kind von ein bis eineinhalb Jahren. Die meisten Bestatteten wurden 40 bis 60 Jahre alt. Die Mehrzahl der über 50-jährigen wies eine gute Konstitution auf.
Aussagen über die Lebenserwartung in Gevensleben lassen sich von den Ergebnissen der anthropologischen Untersuchungen an 236 Individuen ableiten, die auf dem etwa 20 km entfernten frühmittelalterlichen Gräberfeld von Werlaburgdorf gefunden wurden. Dort betrug die durchschnittliche Lebenserwartung bei Frauen 29 Jahre und bei Männern 31 Jahre. 6 % der Bestatteten erreichten mit über 60 Jahren ein relativ hohes Lebensalter.

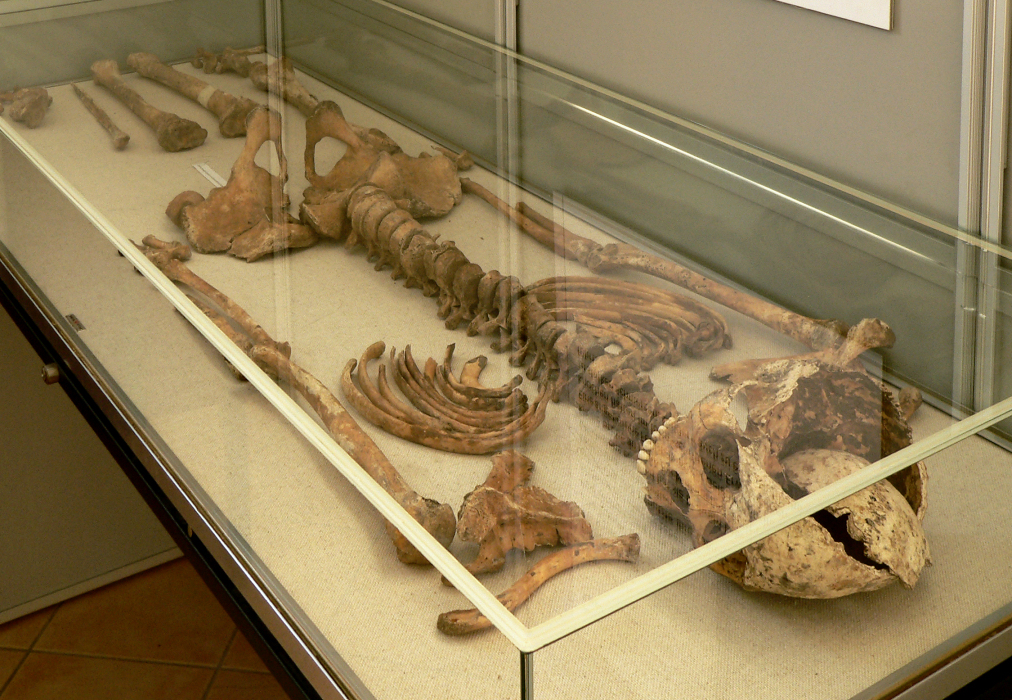
Skelett einer etwa 25-jährigen Frau von 1,64 Meter Größe

In Gevensleben könnten anhand der Knochen nur in wenigen Fällen Gewalteinwirkungen oder Unfälle erkannt werden. Häufiger waren degenerative Veränderungen ab dem 4. Lebensjahrzehnt, vor allem an Knie- und Hüftgelenken. Ab dem 40. Lebensjahr zeigten sich Verschleißerscheinungen an der Wirbelsäule, insbesondere an der Lendenwirbelsäule. Anzeichen von Mangel- und Fehlernährung infolge von periodischen Nahrungsengpässen zeigten sich durch ein geschwächtes Immunsystem, was unter anderem zu chronischen Mittelohrentzündungen und Reizungen der Hirnhäute. Durchlebte Mittelohrentzündungen waren durch die perforierte Wand des Felsenbeins und Reizzustände der Hirnhäute an der inneren Schädelwand erkennbar.
Bei sieben gut erhaltenen Bestattungen erfolgten am Knochenmaterial Datierungen mit der Radiokarbonmethode. Sie ergaben einen Bestattungszeitraum zwischen den Jahren 695 und 864.

## Bedeutung
Das Gräberfeld von Gevensleben zählt neben dem Gräberfeld von Werlaburgdorf und dem Gräberfeld von Remlingen zu den bestuntersuchten frühmittelalterlichen Friedhöfen im Braunschweiger Land.
Laut der Überlieferung unterwarf sich 775 in Ohrum, etwa 20 km von Gevensleben entfernt, der ostfälische Stammesführer Hessi Karl dem Großen, der dort 780 eine Massentaufe durchführen ließ. Das Gräberfeld deutet darauf hin, dass die Christianisierung im Braunschweiger Land nicht erst mit den Sachsenkriegen von Karl dem Großen Ende des 8. Jahrhunderts einsetzte. Das Gräberfeld mit einer im Jahr 695 verstorbenen Person zeigt an, dass bereits fast 100 Jahre früher in der Gegend die neue christlich-fränkische Bestattungssitte praktiziert wurde. Dabei wurden Verstorbene in Körpergräbern ohne Beigaben beerdigt, während sie zuvor verbrannt und in Urnen beigesetzt worden waren.
Heute liegt das Gräberfeld zentral im Ort. Da früher ein Abstand von etwa 300 bis 500 Meter zwischen Siedlung und Bestattungsplatz eingehalten wurde, dürfte sich das Dorf damals an anderer Stelle befunden haben. Dieses Phänomen des wandernden Dorfes ist aus dem frühen Mittelalter bekannt. Das Gräberfeld datiert Gevensleben in das 8. Jahrhundert und macht den Ort über 200 Jahre älter als seine erste urkundliche Erwähnung von 1018, die auf einer gefälschten Urkunde beruht. Ungeachtet dieser ab 2016 erlangten Erkenntnisse feierte Gevensleben im Jahr 2018 sein 1000-jähriges Jubiläum.

## Präsentation

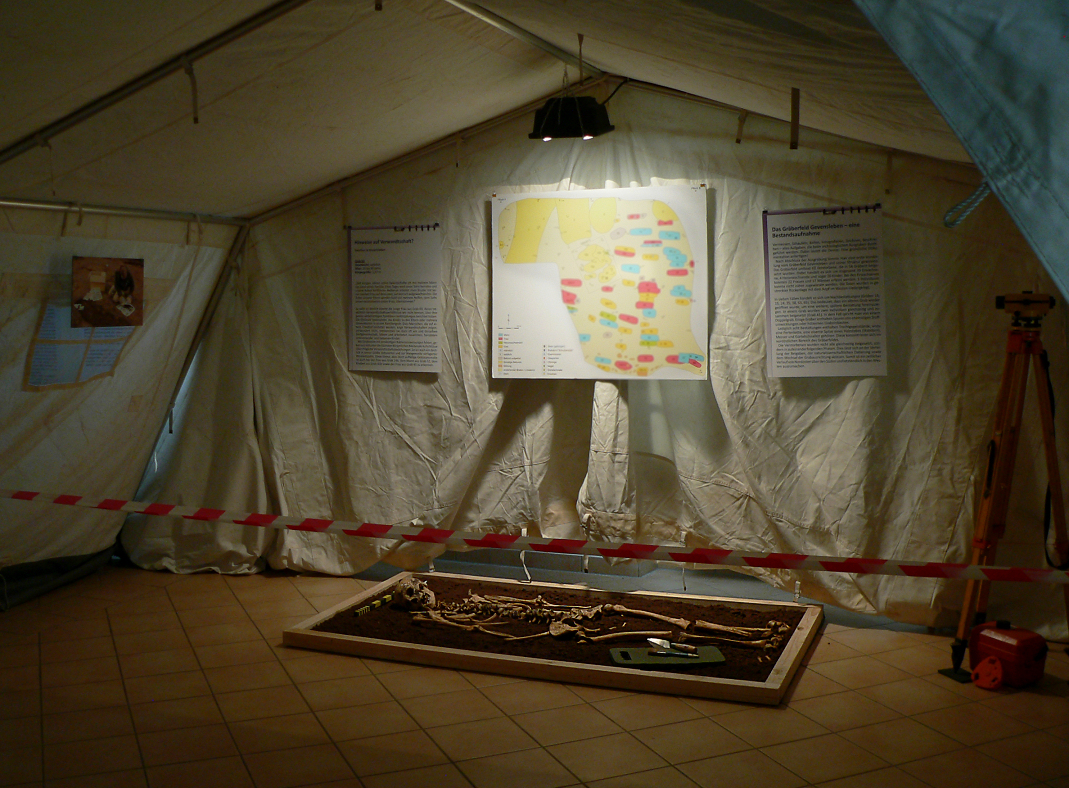
Ausstellung zum Gräberfeld

Zum Gräberfeld entstand eine von dem Archäologen Immo Heske von der Universität Göttingen, der Helmstedter Kreisarchäologin Monika Bernatzky und dem Braunschweiger Bezirksarchäologen Michael Geschwinde konzipierte Ausstellung mit dem Titel „1018? Menschen erleben Geschichte“, die bisher in Gevensleben (2018) und Göttingen (2019) gezeigt wurde. 2019 fand eine weitere Präsentation in Schöningen statt, die ein Begleitprogramm für Grundschüler anbot. Anschließend sollte sie in die Dauerausstellung des Heeseberg-Museums in Watenstedt aufgenommen werden.